# Вестермайр, Леонхард
Леонхард Вестермайр (нем. Leonhard Westermayr; род. 1976, Мюнхен) — немецкий пианист.

## Биография
С 7 учился у Вальтера Краффта, затем — в консерватории имени Рихарда Штрауса у Ясуко Мацуда. Дебютировал в 11-летнем возрасте в Мюнхене (зал Herkules); дал более 1000 концертов в Германии, Франции, Италии, Австрии, Бельгии, Швейцарии, Испании, Венгрии, Румынии, Болгарии, Чехии, России, Южной Африке, Намибии, Бразилии, Аргентине, Уругвае, Мексике, США. Основу его репертуара составляют произведения Баха, Моцарта, Бетховена, Шопена, Листа, Шумана; уделяет внимание также современной музыке и джазу. Выступал с известными оркестрами, в том числе с Мюнхенским симфоническим, Мюнхенским камерным, Мальтийским филармоническим оркестрами.
В октябре 1995 года в большом зале Мюнхенской консерватории дал концерт, посвящённый советской музыке, на котором присутствовал Родион Щедрин.
В 1997 г. завоевал первую премию на конкурсе пианистов «Riviera del Conero» в Анконе.
Является членом жюри международных конкурсов. Даёт мастер-классы, преподаёт в Мюнхенском музыкальном семинаре. Среди записей Вестермайра — музыка раннего романтизма (Лист, Шопен, Тальберг, юный Карл Фильч).
Является веб-мастером сайтов рок-группы «Averell» (https://web.archive.org/web/20060323044241/http://www.planet-averell.de/) и фортепианного конкурса Карла Фильча (http://www.filtsch-competition.de).

## Награды и признание
- премия имени Эрнста Хабермана (вручается за вклад в сохранение немецкой культуры Трансильвании) — за исполнение музыки Карла Фильча (1995)
- почётный член Болонской филармонической академии (1998)
- почётный солист филармонии города Сибиу (2000, Румыния)
- 1-я премия Бад-Тёльц-Вольфратсхаузена (2002).